# Xerochasie
Xerochasie (altgr. ξηρός xerós „trocken“, „dürr“ und χάσμα chásma „Spalte“, „Öffnung“) liegt vor, wenn sich Früchte, Fruchtstände oder Sporangien bei Trockenheit öffnen und bei Feuchtigkeit schließen (Bsp. Saponaria spec., Zapfen der Koniferen, Sporangien der Moose und Farne). Die Öffnung beruht auf Entquellung von Zellwänden und Absterben der Protoplasten mit unterschiedlicher Ausrichtung der Mikrofibrillen.
Es wird unterschieden zwischen Euxerochasie und  Pseudoxerochasie.